# برتا (آلاباما)
برتا (به انگلیسی: Bertha) یک منطقهٔ مسکونی در ایالات متحده آمریکا است که در شهرستان داله، آلاباما واقع شده‌است. برتا ۱۴۲٫۰۴ متر بالاتر از سطح دریا قرار دارد.